# Physalaemus olfersii
A rã-bugio (Physalaemus olfersii) é uma espécie de anfíbio da família Leptodactylidae endémica do Brasil e está ameaçada pela perda de habitat.
Os seus habitats naturais são: florestas subtropicais ou tropicais húmidas de baixa altitude, regiões subtropicais ou tropicais húmidas de alta altitude, marismas de água doce e marismas intermitentes de água doce.
O coaxar desse anfíbio lembra o som emitido pelo macho do macaco bugio, assim os moradores antigos da localidade de Brüderthal, em Guaramirim, Santa Catarina, passaram a denominar a rã que ocorre na Mata Atlântica local de rã-bugio.